# SwitchBot
SwitchBot（スイッチボット）は、中国のテクノロジー企業であるWoan Technology（卧安科技有限公司）のブランド名。日本法人のSWITCHBOTは東京都渋谷区に拠点を置く。

## 概要
2015年に広東省・深圳でWoan Technology（卧安科技有限公司）として設立された。2020年に設立された日本法人SWITCHBOTの名は、もともと同社のスマート家電製品のブランド名であった。また米国および香港法人はWonderlabsと名乗っている。IoT業界で活動しており、スマートホーム製品や、家庭の自動化、セキュリティ、屋外環境、照明、家庭用エネルギー、家庭用清掃のためのデバイスを提供している。
SwitchBotの製品ラインには、スマートスイッチ、カーテン、メーター、ロックなどのデバイスが含まれており、これらはスマートフォンや音声コマンドを使用して制御することができる。ブランドの製品ラインは、スマートロックやソーラーパネルなど、スマートフォンや音声コマンドを使用して制御できる他のデバイスを含むように拡大してきた。SwitchBot製品は、Amazon Alexa、Apple HomeKit、Google Assistant、Samsung SmartThings、IFTTT、Clovaなどに接続できる。